# Всемирный день туризма
Всемирный день туризма (англ. World Tourism Day) — международный праздник, учрежденный Генеральной ассамблеей Всемирной туристской организации в 1979 году в испанском городе Торремолинос. Отмечается 27 сентября.
В России отмечается с 1983 года.
Цель праздника — пропаганда туризма, освещение его вклада в экономику мирового сообщества, развитие связей между народами разных стран.
В 2003 председательствующей страной была Россия. Приурочен к концу туристического сезона в Северном полушарии и к началу в Южном. Праздник отмечается в большинстве стран мира, проходят слёты туристов, праздничные мероприятия и фестивали. Девиз 2006 призван подчеркнуть важность туризма как экономического фактора, обогащающего людей, а в некоторых странах, туризм является основной статьёй дохода бюджета государства.

## Девиз праздника
Всемирная туристская организация провозглашает девиз праздника каждый год:
- 1980 — Вклад туризма в сохранение культурного наследия, во всеобщий мир и взаимопонимание
- 1981 — Туризм и качество жизни
- 1982 — Лучшее в путешествии: хорошие гости и хорошие хозяева
- 1983 — Путешествия и каникулы — не только всеобщее право, но и ответственность
- 1984 — Туризм ради международного понимания, мира и сотрудничества
- 1985 — Молодёжный туризм: культурное и историческое наследие ради мира и дружбы
- 1986 — Туризм — жизненная сила для мира во всём мире
- 1987 — Туризм ради развития
- 1988 — Туризм: образование для всех
- 1989 — Свободное перемещение туристов создаёт новый мир
- 1990 — Туризм — непризнанная индустрия, сервис, который нужно реализовать («Гаагская Декларация Туризма»)
- 1991 — Связь, информация и образование: определяющие направления развития туризма
- 1992 — Туризм: фактор роста социальной и экономической солидарности и знакомства между людьми
- 1993 — Развитие туризма и защита окружающей среды: навстречу длительной гармонии
- 1994 — Высококлассный персонал, качественный туризм
- 1995 — ВТО: на службе мирового туризма 20 лет
- 1996 — Туризм — фактор толерантности и мира
- 1997 — Туризм: ведущее направление двадцать первого века по созданию рабочих мест и защите окружающей среды
- 1998 — Партнёрство государственного и частного секторов: ключ к развитию и продвижению туризма
- 1999 — Туризм: сохранение мирового наследия для нового тысячелетия
- 2000 — Технология и природа: две трудные задачи для туризма на рассвете двадцать первого века
- 2001 — Туризм: призыв к миру и диалогу между цивилизациями
- 2002 — Экотуризм — ключ к устойчивому развитию
- 2003 — Туризм — мощный фактор борьбы с бедностью, создания рабочих мест и обеспечения социальной гармонии
- 2004 — Спорт и туризм: две живущих силы для взаимного понимания, культуры и развития обществ
- 2005 — Путешествия и транспорт: от воображения Жюля Верна к реальности 21-го века
- 2006 — Туризм обогащает
- 2007 — Туризм открывает двери для женщин
- 2008 — Туризм принимает вызов климатических изменений
- 2009 — Туризм — торжество разнообразия
- 2010 — Туризм обогащает
- 2011 — Туризм объединяет культуры
- 2012 — Туризм и устойчивая энергетика
- 2013 — Туризм и водные ресурсы: защита нашего общего будущего
- 2014 — Туризм и развитие общин
- 2015 — Один миллиард туристов — один миллиард возможностей
- 2016 — Туризм для всех — Поощрение всеобщей доступности туризма
- 2017 — Устойчивый туризм — инструмент для развития
- 2018 — Туризм и цифровая трансформация
- 2019 — Туризм и рабочие места: лучшее будущее для всех
- 2020 — Сельский и экологический туризм
- 2021 — Туризм для обеспечения инклюзивного роста
- 2022 — Переосмысление туризма
- 2023 — Туризм и зеленые инвестиции
- 2024 — Туризм и мир